# نوكيا 3586i
نوكيا 3586i هو أحد أجهزة شركة الهواتف النقالة والتقنية نوكيا. يأتي هذا الجهاز مع شاشة نوعها 96 * 65 12-بت 4096 لون. تم إصدار هذا الجهاز في عام 2003م. أما بالنسبة لوضعية إنتاجه الحالية فلم يعد يتم إنتاجه. تقنيته/تردده هي CDMA2000 1x/AMPS. جيل الجهاز هو DCT4. عامل الشكل (التصميم) للجهاز هو "قطعة حلوى.